# Флаг сельского поселения Реммаш
Флаг сельского поселения Ремма́ш — официальный символ муниципального образования сельское поселение Реммаш Сергиево-Посадского муниципального района Московской области Российской Федерации.
Ныне действующий флаг утверждён 5 июля 2007 года и внесён в Государственный геральдический регистр Российской Федерации с присвоением регистрационного номера 3479.
Флагсоставлен на основании герба сельского поселения Реммаш по правилам и соответствующим традициям вексиллологии и отражает исторические, культурные, социально-экономические, национальные и иные местные традиции.

## Описание
29 марта 2007 года, решением совета депутатов сельского поселения Реммаш № 3/22, был утверждён первый флаг поселения.

Флаг сельского поселения Реммаш представляет собой прямоугольное красное полотнище с соотношением ширины к длине 2:3, несущее голубую полосу с широкими белыми краями, нисходящую от верхнего угла у древка к середине нижнего края. Голубая полоса несёт белое изображение звезды и жёлтое изображение двух огней. Ширина полосы с краями — 1/2, без краёв — 3/10 от ширины полотнища.
5 июля 2007 года, решением совета депутатов сельского поселения Реммаш № 2/26, был изменён рисунок флага и его описание:

Прямоугольное красное полотнище с соотношением ширины к длине 2:3, несущее голубую полосу с белыми краями, нисходящую по оси из верхнего края у древка к нижнему углу у свободного края. Голубая полоса несёт фигуры из герба поселения: белую звезду и два жёлтых огня. Ширина полосы с краями — 1/2, без краёв — 3/10 от ширины полотнища.

## Обоснование символики
Сельское поселение Реммаш имеет большой производственный потенциал, включающий в себя научно-исследовательский институт НИИХСМ и Сергиево-Посадский стекольный завод (СПСЗ). Технологические процессы этих производств связаны с применением тепловой энергии, что символически отражено на флаге сельского поселения в виде двух стилизованных пламён. Символика огня в геральдике многозначна:
— символ тепла, любви, света;
— символ очищения, мужества, жертвенности;
— символ вечности и первичности мира.
Красный цвет созвучен с теплом и дополняет символику огня.
По территории поселения протекают две реки: Кунья и Веля, символически представленные на флаге поселения двумя белыми полосами (серебряными родниками).
Четырёхлучевая звезда, как символ путеводности, устремлённости, и лазоревая перевязь, направленная вверх, символически представляет на флаге скрытые возможности дальнейшего развития поселения.
Красный цвет символизирует красоту, активность, мужество, праздник.
Голубой цвет (лазурь) символизирует возвышенные устремления, честь, преданность, истину, добродетель.
Жёлтый цвет (золото) — символ высшей ценности, величия, великодушия, богатства, солнечного света.
Белый цвет (серебро) — символ чистоты, совершенства, мудрости, благородства, мира.